# Clavaspis subfervens
Clavaspis subfervens är en insektsart som först beskrevs av Green 1904.  Clavaspis subfervens ingår i släktet Clavaspis och familjen pansarsköldlöss. Inga underarter finns listade i Catalogue of Life.